# Луция (селище)
Вижте пояснителната страница за други значения на Луция.
Луция (на словенски: Lucija; на италиански: Lucia) е село в Словения, Обално-крашки регион, община Пиран. Според Националната статистическа служба на Република Словения през 2015 г. селото има 6135 жители.